# Trennzeichen
Trennzeichen, Delimiter (englisch für ‚Abgrenzer‘) oder Separatoren werden zur Abgrenzung einzelner Elemente in Daten verwendet. Trennzeichen sind spezielle Funktionszeichen. Neben dem Trennzeichen für Elemente werden auch Zeichen zum Trennen von Segmenten oder Zeilen verwendet.

## Beispiele
- Dezimaltrennzeichen
- Zifferngruppierung
  - mittels speziellem Leerzeichen wie:
    -  » « (reguläres Leerzeichen) bzw.
    -  » « (Ziffernleerzeichen),
    -  » « (schmales Leerzeichen),
    -  » « (Haarleerzeichen) etc. oder

  - Punkt ».« bzw. Komma »,« oder
  - Schräger Hochstrich (Minutenzeichen) »′« bzw. Hochstrich (einfaches gerades Anführungszeichen) »'«.
- Silbentrennungszeichen
- Zeilen in Textdateien werden in unixoiden Betriebssystemen durch das Steuerzeichen line feed (LF) und unter Windows durch die Steuerzeichen-Sequenz von carriage return und line feed (CRLF) voneinander getrennt; beim alten Mac OS „Classic“ wurde nur ein carriage return (CR) verwendet (siehe auch: Zeilenumbruch).
- Bei CSV-Dateien werden Elemente meist mit Komma »,« oder Semikolon »;« aber auch mittels Horizontal-Tabulatorzeichen (TSV) getrennt; mitunter werden die Elementinhalte in gerade Anführungszeichen gesetzt. Das Segment-Trennzeichen ist hier i. d. R. der Zeilenumbruch.
- Zur Trennung von Verzeichnissen in Pfadangaben wird bei unixoiden Betriebssystemen der Schrägstrich »/« (slash) und unter Windows der umgekehrter Schrägstrich »\« (backslash) verwendet (siehe auch: ₩).
- Bei EDIFACT-Nachrichten ist normalerweise das Apostroph-Ersatzzeichen »'« das Segment-Trennzeichen.
- Um das Problem mit Trennzeichen innerhalb von Textfeldern zu umgehen, kann mit Text Qualifiern wie z. B. dem doppelten Hochkomma (") gearbeitet werden. Diese werden dann mit dem Textqualifier Zeichen eingeschlossen z. B. "Beispieltext: 123,456-789;0". Mögliche Trennzeichen innerhalb des Textqualifier Zeichens dürfen nicht berücksichtigt werden.
- Noch besser dafür eignen sich die ASCII-Zeichen US (Char 31, Unit Separator), RS (Char 30, Record Separator), GS (Char 29, Group Separator), und FS (Char 28, File Separator).

## Separatoren in Programmiersprachen
In vielen Programmiersprachen werden Separatoren in zwei Aspekten verwendet: Zur Abgrenzung von Schlüsselwörtern sind oft Leerräume und Kommentare zugelassen. Aufeinanderfolgende Anweisungen werden häufig durch ein Semikolon ; voneinander getrennt (z. B. in C, Java, Pascal, Rust), seltener durch einen Doppelpunkt : (wie in BASIC). Manche erfordern jedoch einen Zeilenumbruch zur Trennung von Befehlen (üblicherweise Assemblersprachen).

## Alternative
Alternativ zur Verwendung von Trennzeichen können Elemente auch durch ihre fest vorgeschriebene Position und ihre Länge unterschieden werden. Sollte der eigentliche Inhalt eines Elementes kürzer sein als für das Element vorgeschrieben, so wird das Element durch Füllzeichen – meist Nullen oder Leerzeichen – auf die richtige Länge aufgefüllt. Die Internationale Bankkontonummer (IBAN) ist beispielsweise so aufgebaut.